# Cavalgada dos Justos
Cavalgada Dos Justos é um filme brasileiro curta-metragem, dos gêneros aventura e faroeste, escrito e dirigido por Alex Pizano, com produção da Norte Produções.
O filme foi gravado na região do Amajari em Roraima. Teve sua estreia em maio de 2018 no CineSesc Mecejana em Boa Vista Roraima.

## Sinopse
Quando linhas de fronteira não eram limites para desbravadores, o extremo norte do Brasil se torna o destino de homens e mulheres em busca de construir suas vidas, novos desafios, novos sonhos. Enquanto para alguns a conquista vinha através do trabalho suado e honesto, outros a conquistavam através da força bruta e violência.

## Elenco
- Gustavo Hugo Andrade como Jônata
- Bruno Garmatz como Bento
- Orib Ziedson como Carcará
- Rodrigo Mebs como Guará
- Nony Santos como Raposa
- Rebecca Nunes como Clara
- Rodolpho Braga como Tonho

## Produção
O filme aborda questões sobre, justiça e heroísmo, muitas vezes mitificados na ficção como a chamada "jornada do herói". O cenário são as serras e lavrados de Amajari, município ao norte de Roraima.
Foram quatro dias de gravação, 8 veículos, mais de 30 profissionais envolvidos diretamente e duas toneladas de equipamentos. 

### Seleções oficiais
- 3º Mostra de Cinema Saberes Amazônicos, 2018;
- 7ºFestival de Cinema de Santo Ângelo - RS, 2019;
- Mostra Sesc De Cinema, 2019;
- 2º Festival de Cinema de Jaraguá Do Sul - SC, 2019;[2]
- 12º Festival Maranhão na Tela - MA, 2019;[3]
- 17º Cine Amazônia, 2020;
- 8º Mostra De Cinema Da Amazônia, 2021;
- Mostra De Curtas Independentes Oswald De Andrade - SP, 2022.

### Prêmios
- Melhor Figurino no 2º Festival de Cinema de Jaraguá Do Sul - SC, 2019;[4][5]
- Melhor Direção, Melhor Atriz e Melhor Ator” no 12º Festival Maranhão na Tela - MA, 2019.[6][7]